# Giuseppe Pancera
Giuseppe Pancera (San Giorgio in Salici, 10 gennaio 1901 – Castelnuovo del Garda, 19 aprile 1977) è stato un ciclista su strada italiano, professionista dal 1925 al 1934 e secondo classificato al Tour de France 1929.

## Carriera
Si distinse soprattutto nelle corse in linea. Vinse per due volte la Coppa Bernocchi, battendo Giovanni Tizzoni nel 1926 e Allegro Grandi nel 1927. Nel 1926 divenne il primo campione italiano della categoria indipendenti, imponendosi nella classifica a punti al termine delle sei prove in programma; nel 1927 si impose nella Corsa del XX Settembre sul tracciato Roma-Napoli e ritorno.
Al Giro d'Italia fu quinto nel 1927, secondo nel 1928 e settimo nel 1929. Partecipò al Tour de France dal 1929 al 1932, concludendo al secondo posto assoluto nel 1929, in maglia La Rafale-Hutchinson.

## Palmarès
- 1926 (Olympia - Dunlop, quattro vittorie)

Criterium d'Apertura
Campionati italiani, classifica Indipendenti
Coppa Bernocchi
Coppa d'Inverno
- 1927 (Berrettini, due vittorie)

Coppa Bernocchi
Corsa del XX Settembre
- 1928 (Touring, una vittoria)

3ª tappa Volta a Catalunya (Reus > Tàrrega)
- 1930 (Dei - Pirelli, tre vittorie)

2ª tappa Volta a Catalunya (La Sénia> Tarragona)
3ª tappa Volta a Catalunya (Tarragona > Lleida)
7ª tappa Volta a Catalunya (Girona > Terrassa)

## Piazzamenti

### Grandi Giri
- Giro d'Italia

1925: 11º
1926: 12º
1927: 5º
1928: 2º
1929: 7º
1930: ritirato
1933: ritirato (6ª tappa)
1934: 39º
- Tour de France

1929: 2º
1930: 20º
1931: ritirato (23ª tappa)
1932: 32º

### Classiche monumento
- Milano-Sanremo

1925: 6º
1926: 7º
1927: 7º
1929: 6º
1931: 14º
- Giro di Lombardia

1925: 9º
1927: 4º
1928: 17º
1932: 13º